# Аденин
Адени́н — азотистое основание, аминопроизводное пурина (6-аминопурин). Образует две водородных связи с урацилом и тимином (комплементарность).

## Физические свойства
При нормальных условиях аденин — бесцветные кристаллы. Плавится при температуре 360—365 °C.
Обладает характерным максимумом поглощения в ультрафиолетовой части спектра (λмакс) при 266 нм (при кислотности раствора pH=7) с коэффициентом молярной экстинкции (εмакс) 13500.

## Химические свойства
Химическая формула С5H5N5, молекулярный вес 135,14 г/моль. Аденин проявляет основные свойства (pKa1=4,15; pKa2=9,8). При взаимодействии с азотной кислотой аденин теряет аминогруппу, превращаясь в гипоксантин (6-оксипурин). В водных растворах кристаллизуется в кристаллогидрат с тремя молекулами воды.

### Растворимость
Плохо растворим в воде, с понижением температуры воды растворимость аденина в ней падает. Плохо растворим в спирте, в хлороформе, эфире. Растворим в кислотах и щелочах.

## Распространенность и значение в природе
Аденин входит в состав многих жизненно важных для живых организмов соединений а также растений, таких как: аденозин, аденозинфосфатазы, аденозинфосфорные кислоты, нуклеиновые кислоты, адениновые нуклеотиды и др. В виде этих соединений аденин широко распространен в живой природе.
Исторически назывался витамином B4, однако в настоящее время к витаминам не относится а также находится в Рибонуклеиновой кислоте(РНК).